# Zé Guilherme
José Guilherme Ferreira Filho (Belo Horizonte, 17 de agosto de 1956), mais conhecido como  Zé Guilherme, é um político brasileiro. é deputado estadual pelo Progressistas (PP).
Nas eleições de 2018, foi candidato a deputado estadual e foi eleito com 19.341 votos.
Seu pai, também chamado José Guilherme Ferreira, foi ex-presidente da Federação Mineira de Futebol desde o período militar, assim como seu irmão Elmer Guilherme Ferreira. A FMF é controlada por sua família há décadas. Atualmente, o presidente da FMF é seu filho Adriano Aro. Seu outro filho, Marcelo Aro (PP), é deputado federal e ligado à CBF. Sua esposa, Marli (PP), é vereadora em Belo Horizonte.